# Burmagomphus minusculus
Burmagomphus minusculus е вид водно конче от семейство Gomphidae.

## Разпространение
Видът е разпространен в Мианмар.